# Toshiko Higashikuni
Toshiko Higashikuni (東久邇聡子, Higashikuni Toshiko), née Toshiko, Princesse Yasu (泰宮聡子内親王, Yasu-no-miya Toshiko Naishinnō), 11 mai 1896 – 5 mars 1978, est le quatorzième enfant et la neuvième fille de l'empereur Meiji du Japon et de l'une de ses consorts, Dame Sachiko.

## Biographie
Elle épouse le prince Naruhiko Higashikuni le 18 mai 1915. L'empereur Meiji accorde au prince Naruhiko le titre Higashikuni-no-miya et la permission de fonder une nouvelle branche de la famille impériale avant leur mariage le 3 novembre 1906. Le couple a quatre fils :
1. Prince Morihiro Higashikuni (盛厚王, Morohiro Ō?), 6 mai 1916 – 1er février 1969; épouse la princesse Shigeko, fille ainée de l'empereur Shōwa et de l'impératrice Kōjun.
2. Prince Moromasa (師正王, Moromasa Ō?), 1917 – 1er septembre 1923; trouve la mort dans le séisme de 1923 de Kantō.
3. Prince Akitsune (彰常王, Akitsune Ō?), 13 mai 1920 – 30 août 2006; renonce au titre impérial et est fait marquis Awata Akitsune, 1940
4. Prince Toshihiko (俊彦王, Toshihiko Ō?), 24 mars 1929 – 15 avril 2015; renonce au titre impérial et est fait comte Tarama Toshihiko, 1943; s'installe à Lins, São Paulo au Brésil en 1950.

En octobre 1947, les Higashikuni et les autres branches de la famille impériale japonaise sont démis de leurs titres et privilèges durant l'Occupation du Japon par les Américains et deviennent roturiers. Elle meurt le 5 mars 1978 à l'âge de 81 ans, dernier enfant survivant de l'empereur Meiji.

## Titres et styles
- 11 mai 1896 – 18 mai 1915 : Son Altesse impériale La Princesse Yasu
- 18 mai 1915 – 14 octobre 1947 : Son Altesse impériale La Princesse Higashikuni
- 14 octobre 1947 – 5 mars 1978 : Mme. Naruhiko Higashikuni

## Honneurs
- Grand Cordon de l'Ordre de la Couronne précieuse

## Source de la traduction
- (en) Cet article est partiellement ou en totalité issu de l’article de Wikipédia en anglais intitulé « Toshiko Higashikuni » (voir la liste des auteurs).